# Mausoleo de Momine Jatun
El Mausoleo de Momine Jatun (o Möminə Xatun türbəsi en azerbaiyano) está localizado en Najicheván, la capital de la República Autónoma de Najicheván en  Azerbaiyán.
Los mausoleos de Najicheván fueron nominados para Lista de los Sitios de Patrimonio Mundial de la UNESCO en el año de 1998 por Gulnara Mehmandarova, presidenta del Comité de Azerbaiyán de ICOMOS (Consejo Internacional de Monumentos y Sitios).

## Galería de foto

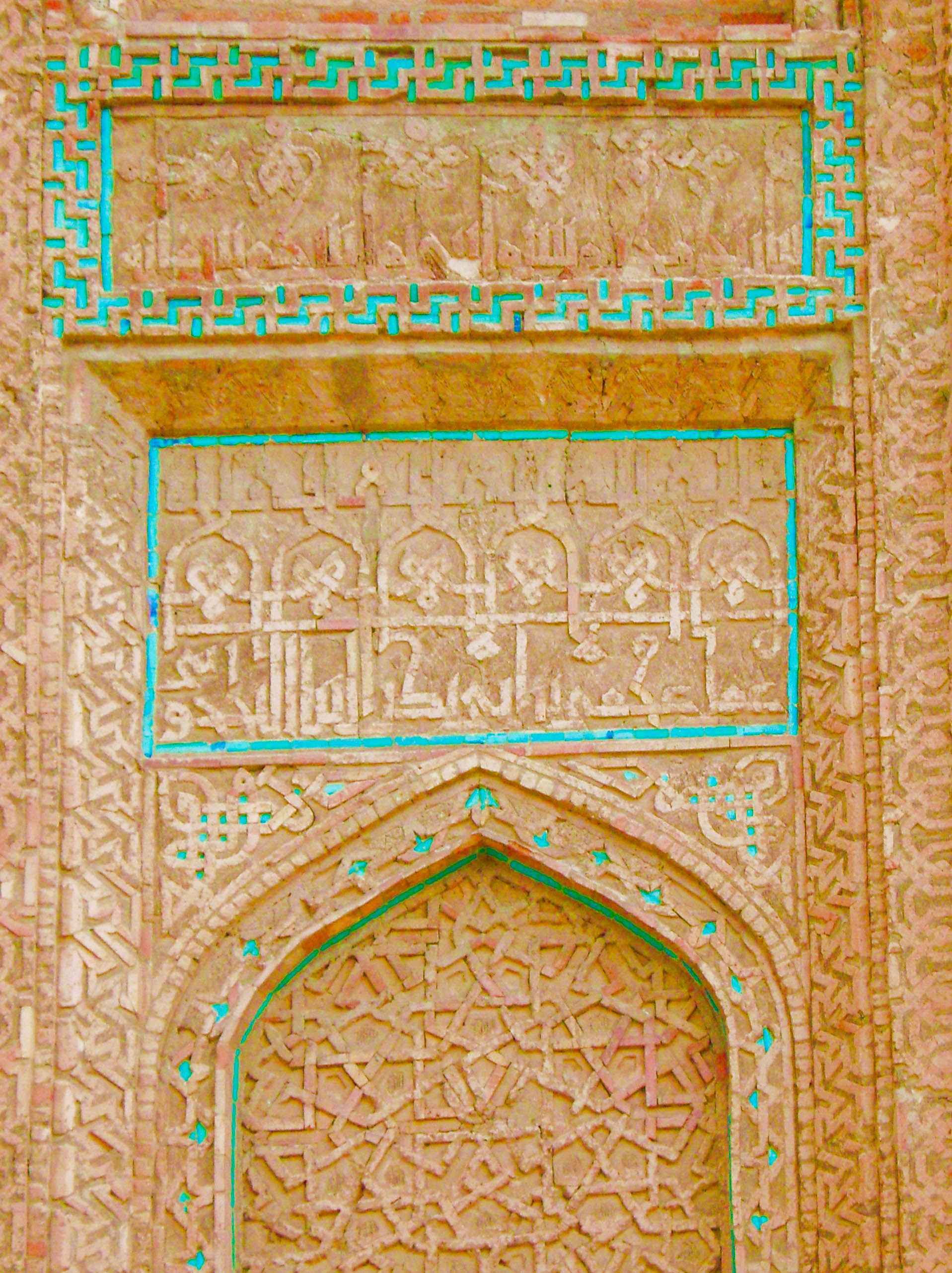
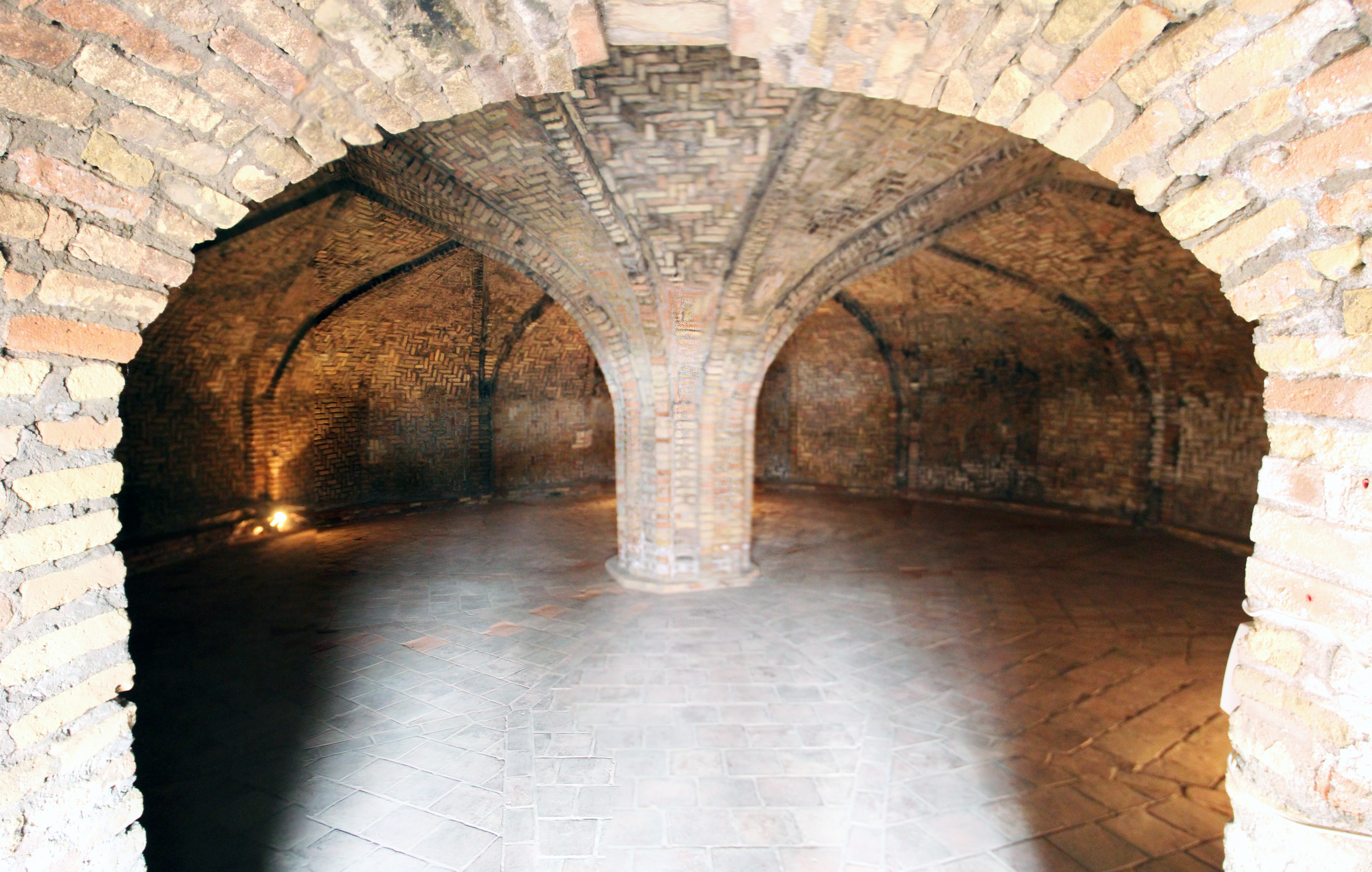
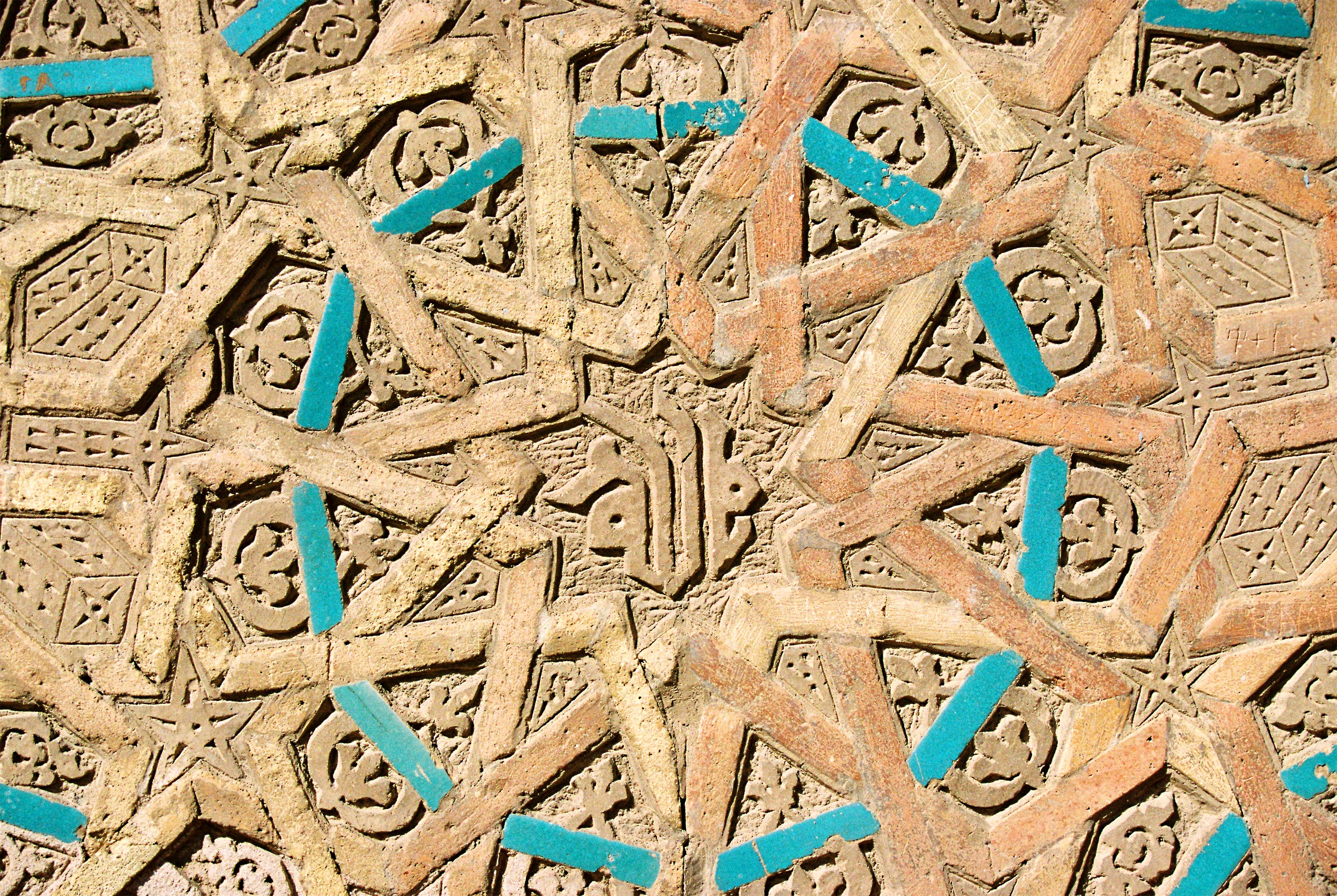
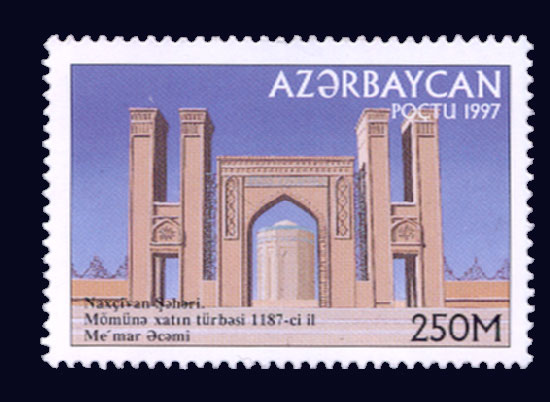

## Historia

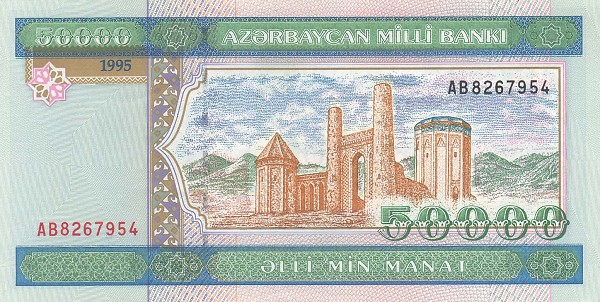

Fue encargado por el Atabeg ildeguízida Yahan Pahlawan (1175-1186), en honor de su primera mujer, Momine Jatun, y completado en 1186-1187. Esta información ha indicado en la placa con inscripción de caligrafía cúfica encima de la entrada. Su arquitecto, Ayami ibn Abubekr (o Ayami Najichevani), también construyó el mausoleo de Yusuf ibn Kuseyir. El mausoleo era probablemente se construido con un madrassa: dibujos y fotografías del siglo XIX confirman que este lugar ha consistido en dos partes: complejo religioso y complejo educativo que ya no existe.
El mausoleo se restauró en los años 1999-2003 con el Proyecto de Apoyo del Banco Mundial. Se ha representado en el billete de 50 000 manat de Azerbaiyán en los años 1996-2006.

## Descripción

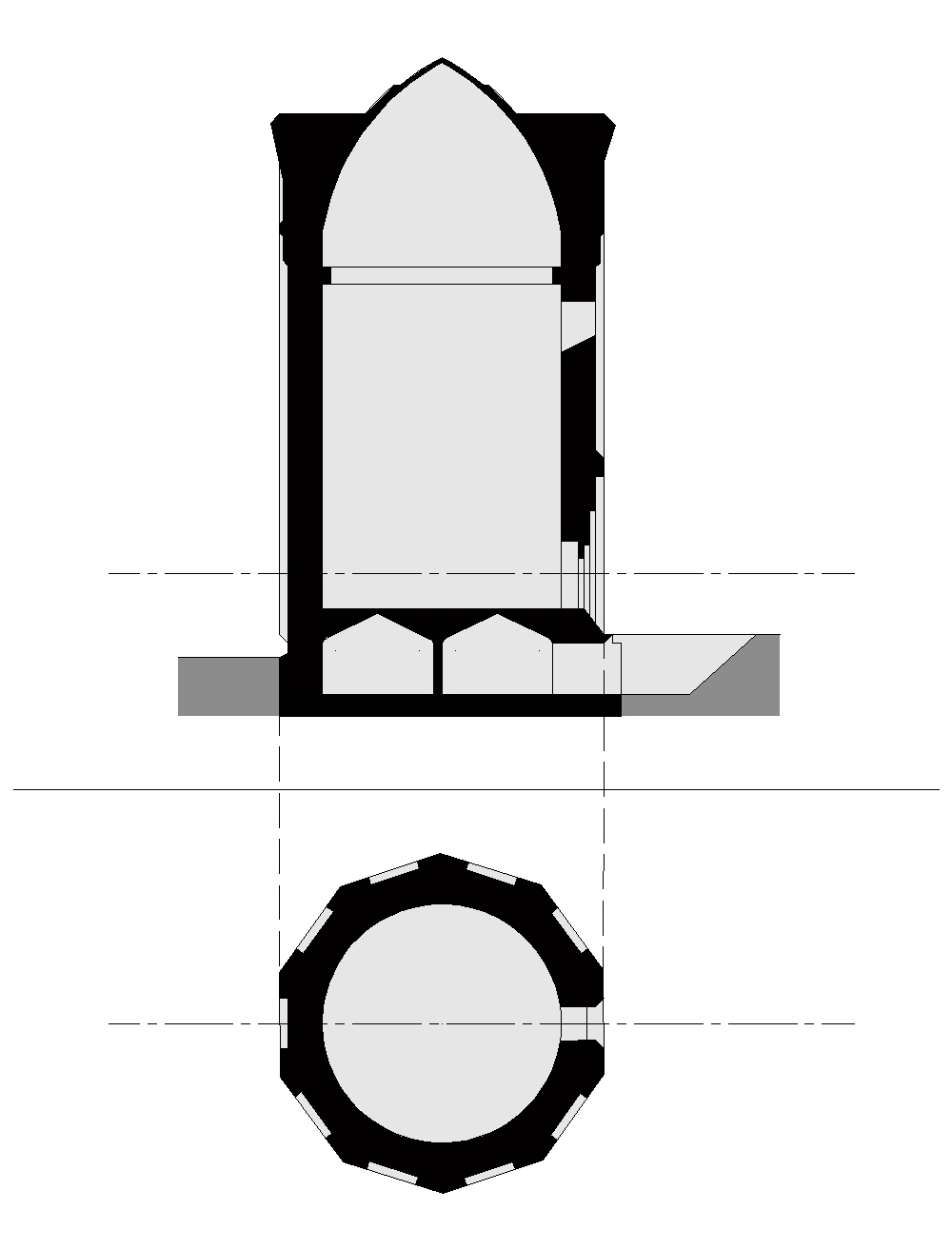
Plan de la construcción

El mausoleo es un decagonal torre de ladrillo que culmina a veinticinco metros de altura. Está construido por encima de cripta abovedada un vaulted y sienta en una base superficial que hecha de bloques grandes de diorita roja. La única entrada está en este de la torre, la segunda entrada conduce a la cripta.

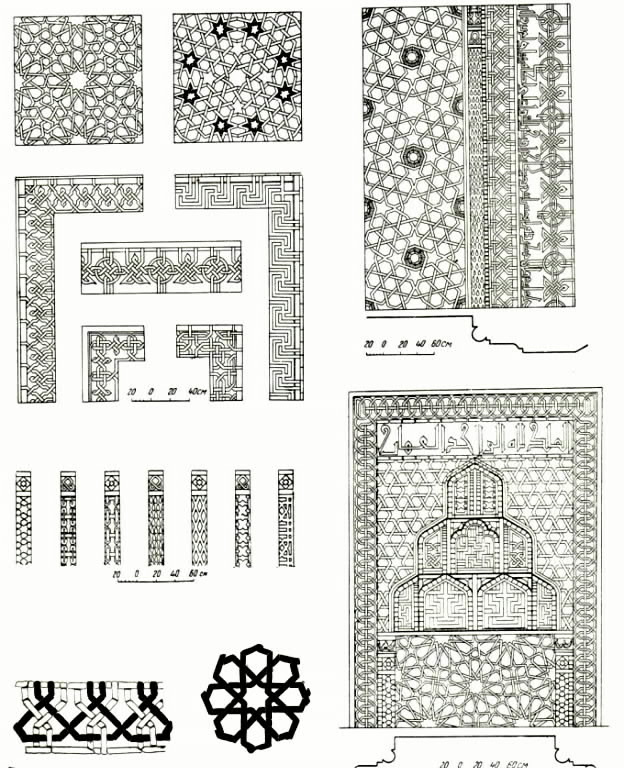
Detalles ornamentales

El Mausoleo de Momine Jatun es representativo de la medieval tradición arquitectónica de Najicheván que era fuertemente influida por los trabajos del arquitecto azerbaiyano Ayemi ibn Kuseyir. El estilo de Najicheván difiere del estilo de Shirván que es prevalente en Absherón, por el uso de ladrillo como el material de construcción básico y el uso de colores, especialmente turquesa en azulejos para la decoración.